# Corcovado (zatoka)
Corcovado (hiszp. Golfo Corcovado) – zatoka Oceanu Spokojnego, oddzielająca wyspę Chiloé od kontynentalnej części Chile o głębokości maksymalnej wynoszącej 138 m. Na północy łączy się z zatoką Ancud.
Na wschodnim wybrzeżu zatoki wznosi się wulkan o tej samej nazwie.